# Touch and Go Records
La Touch and Go Records è un'etichetta indipendente con sede a Chicago fondata nel 1980. Fu fondata da componenti dei Necros, che erano in cerca di un'etichetta per pubblicare un 7", e dai redattori della fanzine Touch and Go Tesco Vee e Dave Stimson.
Le prime pubblicazioni furono due 7" di Necros e The Fix, e fino al 1983 tutte le pubblicazioni consistettero essenzialmente in singoli ed EP dei gruppi punk locali come The Meatmen e Negative Approach, ma in seguito l'etichetta iniziò ad occuparsi di altri generi, ingaggiando Die Kreuzen, Big Black, Butthole Surfers e Killdozer, Slint, Scrath Acid, The Jesus Lizard, Didjits, Rapeman, Laughing Hyenas e Urge Overkill.
Nel 1990 fu fondata la Quartestick Records, etichetta sorella della Touch and Go, che pubblicò album di artisti come Henry Rollins, Pegboy, June of 44 e Calexico. In seguito la Touch and Go si è spostata a Chicago, dove ha continuato l'attività reclutando molti altri complessi negli anni novanta e duemila. Tra questi si possono citare Yeah Yeah Yeahs, Nina Nastasia, TV on the Radio, Pinback e CocoRosie. Inoltre la T&G distribuisce i prodotti di altre etichette come Kill Rock Stars, Jade Tree Records e Merge Records.

## Artisti[2]
- All the Saints
- Angry Red Planet
- Arcwelder
- Arsenal
- Bad Livers
- Bedhead
- Big Black
- Big Boys
- The Black Heart Procession
- Blight
- Blonde Redhead
- Brainiac
- Brick Layer Cake
- Calexico
- Cargo Cult
- Cash Audio
- Chrome
- CocoRosie
- Crystal Antlers
- Daddy Longhead
- Dead Child
- The Delta 72
- Didjits
- Die Kreuzen
- Dirty Three
- DK3
- Don Caballero
- The Effigies
- Enon
- The Ex
- The Fix
- Flesh Columns
- Flour
- The For Carnation
- Girls Against Boys
- The Jesus Lizard
- June of 44
- Kepone
- Killdozer
- L7
- Laughing Hyenas
- Lee Harvey Oswald Band
- Man or Astro-man?
- The Meatmen
- Mekons
- Mi Ami
- The Monorchid
- Peter Morén
- Mule
- Naked Raygun
- Necros
- Negative Approach
- The New Year
- New Wet Kojak
- Nina Nastasia
- No Trend
- Phono-Comb
- P. W. Long
- Pinback
- Polvo
- Quasi
- Rachel's
- Rapeman
- Red Stars Theory
- Rodan
- Henry Rollins
- Scratch Acid
- Seam
- Shellac
- Shipping News
- Sholi
- Silkworm
- Silverfish
- Skull Kontrol
- Slint
- The Sonora Pine
- The Standard
- Storm & Stress
- Supersystem
- Tar
- Ted Leo and the Pharmacists
- Therapy?
- Three Mile Pilot
- Sally Timms
- TV on the Radio
- The Uglysuit
- Urge Overkill
- Uzeda
- Virgin Prunes
- Volcano Suns
- Shannon Wright
- Wuhling
- Yeah Yeah Yeahs